# Powiat Warthenau

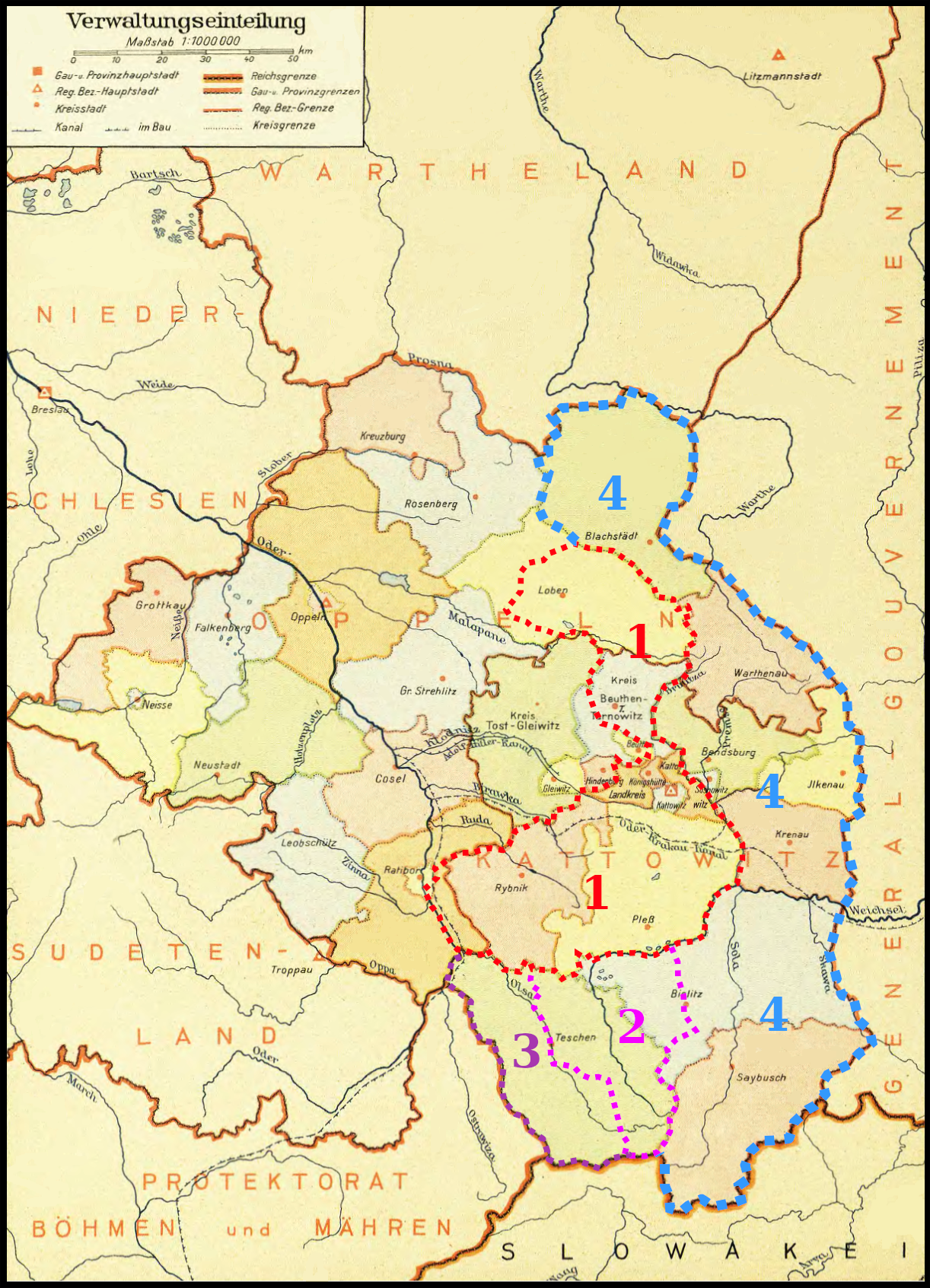
Mapa z zaznaczonym Warthenau (obszar 4)

Powiat Warthenau, powiat Zawiercie (niem. Landkreis Warthenau, Landkreis Zawiercie; pol. powiat zawierciański) – powiat III Rzeszy, funkcjonujący w okupowanej części Polski, w latach 1939–1945 wcielonej do Śląska.
Został utworzony przez hitlerowców 29 grudnia 1939 roku z większej, zachodniej części powiatu zawierciańskiego, która została wcielona do III Rzeszy. Pozostałe części okupowanego od września 1939 powiatu zawierciańskiego, a od 20 listopada 1939 umieszczonego w Generalnym Gubernatorstwie, włączono do Powiatu radomszczańskiego (dystrykt radomski) i miechowskiego (dystrykt krakowski).
Powiat Warthenau był częścią rejencji opolskiej, która w tym czasie wchodziła w skład pruskiej prowincji Śląsk (od stycznia 1941 roku rejencja opolska podlegała nowej prowincji Górny Śląsk). Siedzibą władz powiatu zostało Warthenau.
Polacy zamieszkali na tym terenie nie uzyskali niemieckiego obywatelstwa lecz status "poddanych Rzeszy" (niem. Schutzangehörige). Kierowane do nich zarządzenia publikowano w ukazującej się od 1942 roku polskojęzycznej gazecie pt. Dziennik ogłoszeń dla ludności polskiej powiatów: Bendsburg, Bielitz, Blachstädt, Ilkenau, Krenau, Saybusch, Sosnowitz i Warthenau.
Powiat istniał do stycznia 1945 roku, do momentu wkroczenia tu Armii Czerwonej. Po wojnie anulowano wszystkie zmiany administracyjne wprowadzone przez okupantów, przywracając stan sprzed wojny.

## Podział administracyjny
Początkowo zachowano polski podział administracyjny; Na przełomie 1940/41 powiat podzielono na jedno miasto (Warthenau) i siedem gmin zbiorowych (niem. Amtsbezirk):
- gmina Kozieglowy (z dotychczasowych gmin Koziegłowy, Koziegłówki i Rudnik Wielki);
- gmina Lazy (z dotychczasowej gminy Rokitno Szlacheckie);
- gmina Myschkow (z dotychczasowych gmin Myszków i Mrzygłód oraz trzech gromad z przeciętej granicą gminy Żarki[8]);
- gmina Poraj (z zachodniej części dotychczasowej gminy Poraj[9] oraz dwóch gromad z przeciętej granicą gminy Żarki[10]);
- gmina Poremba (z dotychczasowej gminy Poręba Mrzygłodzka);
- gmina Siewierz (z dotychczasowych gmin Siewierz, Mierzęcice i Pińczyce);
- gmina Wlodowice (z zachodniej części dotychczasowej gmina Włodowice[11] oraz większej części przeciętej granicą gminy Kromołów[12]).

Poza tym, w Generalnym Gubernatorstwie pozstała uprzednio zawierciańska cała gmina Niegowa, którą włączono do Powiatu radomszczańskiego (dystrykt radomski) i miechowskiego (dystrykt krakowski).